# Glycerius
Glycerius (* um 420 bis † um 480) war vom März 473 bis Juni 474 weströmischer Kaiser sowie von 474 bis zu seinem Tode Bischof von Salona.

## Leben

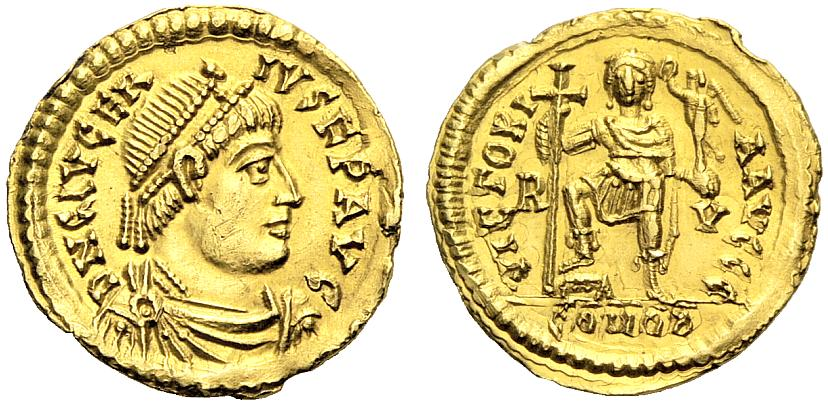
Solidus des Glycerius

Nach dem Tod des Olybrius im Herbst 472 blieb der weströmische Kaiserthron zunächst mehrere Monate unbesetzt, da der oströmische Kaiser Leo I. keinen aus seiner Sicht geeigneten Nachfolger fand.
Der magister militum (Heermeister) und patricius Gundobad, das faktische Haupt der westlichen Regierung, rief schließlich im März 473 Glycerius zum Kaiser aus. Über Glycerius frühes Leben ist nur wenig bekannt; er bekleidete aber 473 den wichtigen Posten des comes domesticorum (Gardekommandeur). Der Militär Glycerius scheint nicht zur senatorischen Oberschicht gehört zu haben, da eine gewisse Distanz zwischen ihm und der stadtrömischen Aristokratie erkennbar ist.
Die späten Kaiser des Westreichs waren zumeist weitgehend machtlos und abhängig von ihren Feldherren. Ab Mitte des fünften Jahrhunderts zeigten Majorian und Anthemius aber, letztlich vergeblich, Eigeninitiative beim Versuch, die Autorität des Kaisertums und die Kontrolle über den römischen Westen wiederherzustellen. Auch Glycerius scheint noch einmal versucht zu haben, aktiv in das Geschehen einzugreifen, sowohl diplomatisch als auch, mit Gundobads Hilfe, militärisch. Seine Herrschaft wird in den Quellen jedenfalls durchaus positiv bewertet, was im Gegensatz steht zu den meisten anderen späten Kaisern, die mit Unterstützung eines Feldherrn auf den Thron gelangt waren. Bedeutsam war, dass es Glycerius im Sommer 473 gelang, Italien gegen einen Vorstoß der Westgoten zu verteidigen, deren rex Eurich das Gebiet unter seine Kontrolle bringen wollte.
Glycerius wurde jedoch von Leo I. nie als Kaiser anerkannt; dieser ernannte stattdessen schließlich Julius Nepos zum weströmischen Kaiser, der im Juni 474 mit Truppen in Italien landete. Da Gundobad kurz zuvor in seine Heimat zurückgekehrt war und somit Glycerius die militärischen Mittel fehlten, ergab er sich Julius Nepos und wurde abgesetzt. Anschließend wurde er Bischof von Salona.
Als Nepos wenig später selbst aus Italien verdrängt wurde, zog sich dieser dorthin zurück. Der spätantike Historiker Malchus von Philadelphia stellte die Behauptung auf, dass Glycerius an einer Verschwörung gegen Julius Nepos im Jahre 480 beteiligt gewesen sei, bei welcher dieser getötet wurde.